# Isle of Man TT 1930
De Isle of Man TT 1930 was de negentiende uitvoering van de Isle of Man TT. Ze werd verreden op de Snaefell Mountain Course, een stratencircuit op het eiland Man.

## Algemeen
De Rudge Ulster was de te kloppen racer geworden. Rudge domineerde de Junior- en de Senior TT. De TT was nu echt een internationale wedstrijd geworden, met deelnemers uit 19 landen, die deels werden aangetrokken door het in dat jaar verhoogde prijzengeld. Voor het eerst deed de BBC verslag van een deel van de Senior TT. Wal Handley had een contract met FN, maar toen zijn machine niet arriveerde leende hij een Rudge van Jim Whalley en daarmee won hij de Senior TT. De Italiaanse merken bleven nog steeds weg. Achille Varzi startte in de Junior TT met een Sunbeam, maar werd slechts twaalfde. Het hele podium van de Junior TT bestond uit Rudge Ulsters: Henry Tyrell-Smith, Ernie Nott en Graham Walker. De Lightweight TT werd gewonnen door Jimmie Guthrie met een AJS.
| 1930 | - Eerste verslag van de BBC. - Eerste racegemiddelde in Junior TT boven 70 mph (Henry Tyrell-Smith, Ernie Nott en Graham Walker met Rudge Ulsters en Don Hall met een Velocette KTT). - Eerste coureur die alle drie de TT klassen ooit gewonnen had (Wal Handley). - Kenzo Tada (Japan) is de eerste Aziaat in de TT van Man. - Ronderecord (76,28 mph), record racegemiddelde (74,24 mph) en eerste ronde onder de dertig minuten in de Senior TT (Wal Handley, Rudge). |

## Senior TT
Vrijdag 20 juni, zeven ronden (425) km, motorfietsen tot 500 cc.
Omdat zijn FN niet arriveerde leende Wal Handley een Rudge Ulster van Jim Whalley. In de trainingen verpulverde hij het ronderecord al met 40 seconden. Na de eerste raceronde had hij 39 seconden voorsprong op Henry Tyrell-Smith. Hoewel het in de laatste twee ronden hevig regende, reed Handley naast het ronderecord ook een nieuw racerecord, ondanks het feit dat hij de hoogste versnelling met zijn teen ingeschakeld moest houden. Handley werd de eerste coureur die in drie klassen van de TT gewonnen had.
| Pos | Coureur            | Merk    | Tijd      | Snelheid  |
| --- | ------------------ | ------- | --------- | --------- |
| 1   | Wal Handley        | Rudge   | 3:33"30'0 | 74,24 mph |
| 2   | Graham Walker      | Rudge   | 3:36"49'0 | 73,10 mph |
| 3   | Jimmie Simpson     | Norton  | 3:38"01'0 | 73,70 mph |
| 4   | Charlie Dodson     | Sunbeam | 3:40"11'0 | 71,99 mph |
| 5   | Tom Bullus         | Sunbeam | 3:41"53'0 | 71,43 mph |
| 6   | Henry Tyrell-Smith | Rudge   | 3:42"54'0 | 71,11 mph |
| 7   | Ernie Nott         | Rudge   | 3:43"42'0 | 70,85 mph |
| 8   | Vic Brittain       | Sunbeam | 3:50"43'0 | 68,70 mph |
| 9   | Jimmy Lind         | AJS     | 3:54"36'0 | 67,56 mph |
| 10  | J. Duncan          | Raleigh | 3:59"23'0 | 66,21 mph |
| 11  | H. Bacon           | Sunbeam | 3:59"29'0 | 66,18 mph |
| 12  | George Himing      | AJS     | 4:04"15'0 | 64,89 mph |
| 13  | C. Merrill         | Sunbeam | 4:04"17'0 | 64,88 mph |

| Coureur          | Merk       | Oorzaak         |
| ---------------- | ---------- | --------------- |
| Percy Coleman    | Rudge      |                 |
| Syd Crabtree     | Excelsior  |                 |
| Leo Davenport    | AJS        | Versnellingsbak |
| Syd Gleave       | Sunbeam    |                 |
| Jimmie Guthrie   | AJS        |                 |
| Percy "Tim" Hunt | Norton     | Motor           |
| F. Isaacs        | Norton     | Ongeval         |
| Paddy Johnston   | Cotton     |                 |
| Frank Longman    | OK Supreme | Koppeling       |
| Edwin Twemlow    | Cotton     |                 |
| Stanley Woods    | Norton     |                 |

## Junior TT
Maandag 16 juni, zeven ronden (425 km), motorfietsen tot 350 cc.
In de trainingen verbeterde Henry Tyrell-Smith het ronderecord met 26 seconden, maar de race werd toch spannend. Tyrell-Smith, Ernie Nott en Graham Walker finishten binnen een minuut. In de eerste ronde was Sunbeam-rijder Charlie Dodson nog sneller dan het Rudge-team, maar in de derde ronde viel hij in Kirk Michael stil door problemen met zijn kleppen. Frank Longman viel in de tweede ronde met versnellingsbakproblemen stil bij Union Mills, maar kon na een tijdje toch verder rijden. Toen de rest van het veld de derde ronde voltooide, kwam Longman pas voor de tweede keer over de finish, met Jimmie Simpson als duopassagier. De Japanner Kenzo Tada was de eerste deelnemer uit Azië. Hij gebruikte een van Alec Bennett geleende Velocette KTT en werd vijftiende. Omdat hij onderweg meerdere malen gevallen was kreeg hij de bijnaam "Indian Rubber Man".
| Pos | Coureur            | Merk            | Tijd      | Snelheid  |
| --- | ------------------ | --------------- | --------- | --------- |
| 1   | Henry Tyrell-Smith | Rudge           | 3:43"00'0 | 71,08 mph |
| 2   | Ernie Nott         | Rudge           | 3:43"35'0 | 70,89 mph |
| 3   | Graham Walker      | Rudge           | 3:43"58'0 | 70,77 mph |
| 4   | Don Hall           | Velocette       | 3:45"00'0 | 70,44 mph |
| 5   | C. Williams        | Raleigh         | 3:47"01'0 | 69,82 mph |
| 6   | Stanley Woods      | Norton          | 3:47"26'0 | 69,69 mph |
| 7   | A. Mitchell        | Velocette       | 3:53"25'0 | 67,90 mph |
| 8   | George Himing      | AJS             | 3:54"01'0 | 67,73 mph |
| 9   | Percy "Tim" Hunt   | Norton          | 3:55"43'0 | 67,24 mph |
| 10  | Leo Davenport      | AJS             | 3:56"32'0 | 67,01 mph |
| 11  | G. Lind            | AJS             | 3:58"56'0 | 66,34 mph |
| 12  | Achille Varzi      | Sunbeam         | 3:59"33'0 | 66,16 mph |
| 13  | T. Oscarsson       | Velocette       | 3:59"44'0 | 66,12 mph |
| 14  | Ted Mellors        | New Imperial    | 3:59"54'0 | 66,07 mph |
| 15  | Kenzo Tada         | Velocette       | 4:04"15'0 | 64,89 mph |
| 16  | Syd Crabtree       | Excelsior       | 4:07"13'0 | 64,11 mph |
| 17  | Paddy Johnston     | Cotton          | 4:11"39'0 | 62,98 mph |
| 18  | O. Sebessy         | Velocette       | 4:11"49'0 | 62,94 mph |
| 19  | Kennet Twemlow     | Cotton          | 4:14"07'0 | 62,37 mph |
| 20  | J. Fondu           | La Mondiale-JAP | 4:17"08'0 | 61,64 mph |

| Coureur        | Merk          | Oorzaak         |
| -------------- | ------------- | --------------- |
| C. Barrow      | Levis         | Val             |
| Percy Coleman  | Royal Enfield | Val             |
| Charlie Dodson | Sunbeam       | Klepveer        |
| Jimmie Guthrie | AJS           |                 |
| Freddie Hicks  | AJS           |                 |
| Frank Longman  | Excelsior     | Versnellingsbak |
| M. Sabet       | Sunbeam       | Bougie          |
| Jimmie Simpson | Norton        |                 |
| Harold Willis  | Velocette     |                 |

## Lightweight TT
Woensdag 18 juni, zeven ronden (425 km), motorfietsen tot 250 cc.
De Zuid-Afrikaan Joe Sarkis, die in 1929 al vierde was geworden in de Lightweight TT, leidde de race een ronde lang voor Wal Handley, die zelfs 39 seconden achterstand opliep. In de tweede ronde stopte Sarkis in Union Mills om zijn machine bij te stellen, maar Handley was toen al - bij Braddan Bridge - stilgevallen met een lekkende olietank. Hierdoor kwam Jimmie Guthrie aan de leiding. Na de derde ronde leidde Guthrie met 21 seconden voorsprong op Sarkis. Die viel in de vierde ronde stil bij de East Mountain Gate en gaf op. Jimmie Guthrie scoorde zijn eerste TT-overwinning.
| Pos | Coureur          | Merk         | Tijd      | Snelheid  |
| --- | ---------------- | ------------ | --------- | --------- |
| 1   | Jimmie Guthrie   | AJS          | 4:04"56'0 | 64,71 mph |
| 2   | Paddy Johnston   | OK Supreme   | 4:07"22'0 | 64,07 mph |
| 3   | C. Barrow        | OK Supreme   | 4:09"27'0 | 63,54 mph |
| 4   | Syd Gleave       | SGS          | 4:10"02'2 | 63,39 mph |
| 5   | J. Lind          | AJS          | 4:10"46'0 | 63,24 mph |
| 6   | Ted Mellors      | New Imperial | 4:11"59'0 | 62,90 mph |
| 7   | Edwin Twemlow    | Cotton       | 4:14"35'0 | 62,26 mph |
| 8   | Chris Tattersall | SGS          | 4:19"06'0 | 61,17 mph |
| 9   | C. Needham       | Rex-ACME     | 4:20"14'0 | 60,91 mph |
| 10  | Vic Anstice      | Excelsior    | 4:21"56'0 | 60,51 mph |
| 11  | George Himing    | Rudge        | 4:34"15'0 | 67,79 mph |
| 12  | J. Blackburn     | Excelsior    | 4:39"48'0 | 56,65 mph |
| 13  | P. Vare          | Rex-ACME     | 4:53"26'0 | 54,02 mph |

| Coureur         | Merk                 | Oorzaak              |
| --------------- | -------------------- | -------------------- |
| Syd Crabtree    | Excelsior            | Gebroken uitlaatklep |
| Leo Davenport   | AJS                  | Motor                |
| A. Ennevor      | Excelsior            | Val                  |
| J. Fondu        | La Mondiale-Villiers |                      |
| F. Franconi     | Universal            | Val                  |
| Wal Handley     | Rex-ACME             | Olietank             |
| Frank Longman   | OK Supreme           | Motor                |
| Jock Porter     | New Gerrard          |                      |
| Joe Sarkis      | OK Supreme           |                      |
| Kenneth Twemlow | Cotton               |                      |
| Jim Whalley     | Rudge                |                      |

## Trivia

### Trainingen
Tijdens de trainingen gebeurden er meerdere min of meer ernstige ongevallen: De Jamaicaan F. Isaacs raakte gewond aan zijn tenen toen hij het oorlogsmonument in Braddan raakte. Jimmie Simpson kwam bij de 13th Milestone oog in oog te staan met een kudde schapen. De Japanner Kenzo Tada crashte zijn Velocette tegen Ballaugh Bridge, maar de schade bleef beperkt tot een krom stuur. Pietro Ghersi crashte bij de Gooseneck en werd afgevoerd naar het ziekenhuis. Hij werd na de TT naar huis begeleid door Achille Varzi.

### Boetes
De High Bailiff van Man deelde boetes uit aan Wal Handley en Ernie Nott omdat ze geen goede geluidsdempers gebruikten. De boete bleef binnen de perken: 1 pond.
1907 · 1908 · 1909 · 1910 · 1911 · 1912 · 1913 · 1914 · Eerste Wereldoorlog · 1920 · 1921 · 1922 · 1923 · 1924 · 1925 · 1926 · 1927 · 1928 · 1929 · 1930 · 1931 · 1932 · 1933 · 1934 · 1935 · 1936 · 1937 · 1938 · 1939 · Tweede Wereldoorlog · 1947 · 1948 · 1949 · 1950 ·1951 · 1952 · 1953 · 1954 · 1955 · 1956 · 1957 · 1958 · 1959 · 1960 · 1961 · 1962 · 1963 · 1964 · 1965 · 1966 · 1967 · 1968 · 1969 · 1970 · 1971 · 1972 · 1973 · 1974 · 1975 · 1976 · 1977 · 1978 · 1979 · 1980 · 1981 · 1982 · 1983 · 1984 · 1985 · 1986 · 1987 · 1988 · 1989 · 1990 · 1991 · 1992 · 1993 · 1994 · 1995 · 1996 · 1997 · 1998 · 1999 · 2000 · 2002 · 2003 · 2004 · 2005 · 2006 · 2007 · 2008 · 2009 · 2010 · 2011 · 2012 · 2013 · 2014